# 기블리 e스포츠
기블리 e스포츠(GHIBLI Esports)는 대한민국의 배틀그라운드 프로게임단이다.
2023년 7월 17일 경영난으로 자진 해체를 결정 했다

## 연혁
- 2020년 1월 15일 : VRLU GHIBLI 창단[1]
- 2021년 3월 9일 : 글로벌 플랫폼 솔루션과 네이밍 스폰을 체결하여 GPS GHIBLI로 팀명 변경
- 2021년 7월 1일 : GHIBLI Esports로 팀명 변경[2]
- 2022년 3월 29일 : 육성군 GHIBLI Esports Youth 창단
- 2023년 7월 17일 : 해체

## 소속 선수

### 1군
- 코치 : 김성민

| 이름   | 아이디 | 비고 |
| ------ | ------ | ---- |
| 김태성 | Heaven | 주장 |
| 성윤모 | Tosi   |      |
| 심규민 | Gyumin |      |
| 이영현 | HAMMER |      |

### 육성군
- 코치 : (공석)